# Lista siturilor arheologice din județul Hunedoara - B
Lista siturilor arheologice din județul Hunedoara - B conține toate siturile arheologice din județul Hunedoara înscrise în Repertoriul Arheologic Național (RAN) și aflate în localități al căror nume începe cu litera B. RAN este administrat de Ministerul Culturii și Patrimoniului Național și cuprinde date științifice, cartografice, topografice, imagini și planuri, precum și orice alte informații privitoare la zonele cu potențial arheologic, studiate sau nu, încă existente sau dispărute.
Puteți căuta un sit din localitățile care încep cu litera B folosind formularul de mai jos sau puteți naviga prin toate siturile din județ la Lista siturilor arheologice din județul Hunedoara.
| Cod RAN                                  | Denumire | Localitate                                      | Adresă                                         | Datare                                                     | Descoperit | Coordonate                                      | Imagine           | Erori            |
| ---------------------------------------- | --- | ----------------------------------------------- | ---------------------------------------------- | ---------------------------------------------------------- | ---------- | ----------------------------------------------- | ----------------- | ---------------- |
| 87852.02.01                              | Peștera de la Balșa - "Dosul Dobârlesei" / ansamblu anonim (Categorie: locuire civilă) (Tip: Așezare în peșteră)                                                           | sat Balșa, comuna Balșa                         | Dosul Dobârlesei                               |                                                            |            | 46°02′11″N 23°06′34″E / 46.03646°N 23.10951°E   | Încărcați imagine | Raportați eroare |
| 87852.02.02                              | Peștera de la Balșa - "Dosul Dobârlesei" / ansamblu anonim (Categorie: locuire civilă) (Tip: Așezare în peșteră)                                                           | sat Balșa, comuna Balșa                         | Dosul Dobârlesei                               |                                                            |            | 46°02′11″N 23°06′34″E / 46.03646°N 23.10951°E   | Încărcați imagine | Raportați eroare |
| 87852.02.03                              | Peștera de la Balșa - "Dosul Dobârlesei" / ansamblu anonim (Categorie: locuire civilă) (Tip: Așezare în peșteră)                                                           | sat Balșa, comuna Balșa                         | Dosul Dobârlesei                               |                                                            |            | 46°02′11″N 23°06′34″E / 46.03646°N 23.10951°E   | Încărcați imagine | Raportați eroare |
| 87852.02.04                              | Peștera de la Balșa - "Dosul Dobârlesei" / ansamblu anonim (Categorie: locuire civilă) (Tip: Așezare în peșteră)                                                           | sat Balșa, comuna Balșa                         | Dosul Dobârlesei                               | Coțofeni                                                   |            | 46°02′11″N 23°06′34″E / 46.03646°N 23.10951°E   | Încărcați imagine | Raportați eroare |
| 87852.02.05                              | Peștera de la Balșa - "Dosul Dobârlesei" / ansamblu anonim (Categorie: locuire civilă) (Tip: Așezare în peșteră)                                                           | sat Balșa, comuna Balșa                         | Dosul Dobârlesei                               | Pre-Criș                                                   |            | 46°02′11″N 23°06′34″E / 46.03646°N 23.10951°E   | Încărcați imagine | Raportați eroare |
| 87852.03.01                              | Tumul din epoca bronzului de la Balșa - "Dumbrăiță" / ansamblu T.1/1999 (Categorie: descoperire funerară) (Tip: tumul)                                                     | sat Balșa, comuna Balșa                         | Dumbrăiță                                      | Coțofeni                                                   |            | 46°01′11″N 23°06′31″E / 46.01985°N 23.10863°E   | Încărcați imagine | Raportați eroare |
| 87754.01.01                              | Sit arheologic de la Baia de Criș / ansamblu anonim (Categorie: locuire civilă) (Tip: Așezare)                                                                             | sat Baia de Criș, comuna Baia de Criș           |                                                | Coțofeni                                                   |            |                                                 | Încărcați imagine | Raportați eroare |
| 89598.01.01                              | Necropola de la Băcâia / ansamblu anonim (Categorie: descoperire funerară) (Tip: Necropolă)                                                                                | sat Băcâia, oraș Geoagiu                        |                                                |                                                            |            |                                                 | Încărcați imagine | Raportați eroare |
| 89598.02.01                              | Așezarea Coțofeni de la Băcâia - Pasul spre Cib / ansamblu anonim (Categorie: locuire civilă) (Tip: Așezare)                                                               | sat Băcâia, oraș Geoagiu                        | Pasul spre Cib                                 | Coțofeni                                                   |            |                                                 | Încărcați imagine | Raportați eroare |
| 87451.01                                 | Obiect eneolitic la Batiz (Categorie: descoperire izolată) (Tip: obiect izolat)                                                                                            | sat Batiz, oraș Călan                           |                                                |                                                            |            |                                                 | Încărcați imagine | Raportați eroare |
| 88001.04                                 | Unelte neolitice la Baru (Categorie: descoperire izolată) (Tip: obiect izolat)                                                                                             | sat Baru, comuna Baru                           |                                                |                                                            |            |                                                 | Încărcați imagine | Raportați eroare |
| 87852.04.01                              | Așezarea eneolitică de la Balșa - "Deasupra Bisericii" / ansamblu anonim (Categorie: locuire civilă) (Tip: Așezare)                                                        | sat Balșa, comuna Balșa                         | Deasupra Bisericii                             |                                                            |            | 46°01′48″N 23°06′10″E / 46.02998°N 23.10265°E   | Încărcați imagine | Raportați eroare |
| 91250.01.01                              | Așezarea de la Balomir / ansamblu anonim (Categorie: locuire civilă) (Tip: Așezare)                                                                                        | sat Balomir, comuna Sântămăria-Orlea            |                                                |                                                            |            |                                                 | Încărcați imagine | Raportați eroare |
| 88225.01                                 | Topor neolitic la Bătrâna-Peștera lui Bindea (Categorie: descoperire izolată) (Tip: obiect izolat)                                                                         | sat Bătrâna, comuna Bătrâna                     | Peștera lui Bindea                             |                                                            |            |                                                 | Încărcați imagine | Raportați eroare |
| 87683.01                                 | Obiecte neolitice la Bârcea Mare (Categorie: descoperire izolată) (Tip: obiect izolat)                                                                                     | sat Bârcea Mare, oraș Simeria                   |                                                |                                                            |            |                                                 | Încărcați imagine | Raportați eroare |
| 88671.01.01                              | Așezarea de la Bercu- Vârcolin / ansamblu anonim (Categorie: locuire civilă) (Tip: Așezare)                                                                                | sat Bercu, comuna Bretea Română                 | Vârcolin                                       |                                                            |            |                                                 | Încărcați imagine | Raportați eroare |
| 88671.01.02                              | Așezarea de la Bercu- Vârcolin / ansamblu anonim (Categorie: locuire civilă) (Tip: Așezare)                                                                                | sat Bercu, comuna Bretea Română                 | Vârcolin                                       |                                                            |            |                                                 | Încărcați imagine | Raportați eroare |
| 90681.01.01                              | Așezarea de la Bobâlna- Dealul Bodogo / ansamblu anonim (Categorie: locuire civilă) (Tip: Așezare)                                                                         | sat Bobâlna, comuna Rapoltu Mare                | Dealul Bodogo                                  |                                                            |            |                                                 | Încărcați imagine | Raportați eroare |
| 89712.01.01                              | Așezări neo-eneolitice la Boiu de Sus / ansamblu anonim (Categorie: locuire civilă) (Tip: Așezare)                                                                         | sat Boiu de Sus, comuna Gurasada                |                                                | Turdaș                                                     |            |                                                 | Încărcați imagine | Raportați eroare |
| 89712.01.02                              | Așezări neo-eneolitice la Boiu de Sus / ansamblu anonim (Categorie: locuire civilă) (Tip: Așezare)                                                                         | sat Boiu de Sus, comuna Gurasada                |                                                |                                                            |            |                                                 | Încărcați imagine | Raportați eroare |
| 91367.02.01                              | Așezarea Petrești de la Boholt / ansamblu anonim (Categorie: locuire civilă) (Tip: Așezare)                                                                                | sat Boholt, comuna Șoimuș                       |                                                | Petrești                                                   |            |                                                 | Încărcați imagine | Raportați eroare |
| 89106.01.01                              | Așezarea preistorică de la Brădățel- Deal / ansamblu anonim (Categorie: locuire civilă) (Tip: Așezare)                                                                     | sat Brădățel, comuna Burjuc                     | Deal                                           |                                                            |            | 46°00′08″N 22°33′00″E / 46.00215°N 22.54988°E   | Încărcați imagine | Raportați eroare |
| 88555.01.01                              | Așezarea eneolitică de la Brănișca- Pe hotar / ansamblu anonim (Categorie: locuire civilă) (Tip: Așezare)                                                                  | sat Brănișca, comuna Brănișca                   | Pe Hotar                                       | Vinča                                                      |            | 45°55′53″N 22°45′45″E / 45.93133°N 22.76258°E   | Încărcați imagine | Raportați eroare |
| 88555.01.02                              | Așezarea eneolitică de la Brănișca- Pe hotar / ansamblu anonim (Categorie: locuire civilă)                                                                                 | sat Brănișca, comuna Brănișca                   | Pe Hotar                                       | Tisa I.                                                    |            | 45°55′53″N 22°45′45″E / 45.93133°N 22.76258°E   | Încărcați imagine | Raportați eroare |
| 87754.02.01 (Cod LMI: HD-II-a-A-03241)   | Ansamblul Mănăstirii franciscane de la Baia de Criș / ansamblu Ansamblul Mănăstirii Franciscane (Categorie: structură de cult/religioasă) (Tip: Mănăstire)                 | sat Baia de Criș, comuna Baia de Criș           |                                                | sec. XVIII                                                 |            | 46°10′27″N 22°42′54″E / 46.1743°N 22.71511°E    | Încărcați imagine | Raportați eroare |
| 87754.02.01 (Cod LMI: HD-II-a-A-03241)   | Ansamblul Mănăstirii franciscane de la Baia de Criș / ansamblu Ansamblul Mănăstirii Franciscane / complex anonim (Categorie: structură de cult/religioasă) (Tip: claustru) | sat Baia de Criș, comuna Baia de Criș           |                                                | sec. XVIII-XIX                                             |            | 46°10′27″N 22°42′54″E / 46.1743°N 22.71511°E    | Încărcați imagine | Raportați eroare |
| 87754.02.02 (Cod LMI: HD-II-a-A-03241)   | Ansamblul Mănăstirii franciscane de la Baia de Criș / ansamblu anonim (Categorie: structură de cult/religioasă) (Tip: Biserică)                                            | sat Baia de Criș, comuna Baia de Criș           |                                                | sec. XV, refăcută în sec. XVIII - XIX                      |            | 46°10′27″N 22°42′54″E / 46.1743°N 22.71511°E    | Încărcați imagine | Raportați eroare |
| 88001.06.01 (Cod LMI: HD-II-m-A-03242)   | Situl Biserica "Sf. Ilie din Baru / ansamblu Biserica "Sf. Ilie" (Categorie: structură de cult/religioasă) (Tip: Biserică)                                                 | sat Baru, comuna Baru                           |                                                | sec. XIV - XV                                              |            | 45°27′00″N 23°10′05″E / 45.44998°N 23.16819°E   | Încărcați imagine | Raportați eroare |
| 88001.06.02 (Cod LMI: HD-II-m-A-03242)   | Situl Biserica "Sf. Ilie din Baru / ansamblu Biserica "Sf. Ilie" (Categorie: structură de cult/religioasă) (Tip: Biserică)                                                 | sat Baru, comuna Baru                           |                                                | sec. XVII-1733                                             |            | 45°27′00″N 23°10′05″E / 45.44998°N 23.16819°E   | Încărcați imagine | Raportați eroare |
| 89838.01.01 (Cod LMI: HD-II-m-A-03250)   | Biserica "Sf. Nicolae" de la Bârsău / ansamblu Biserica "Sf. Nicolae" (Categorie: structură de cult/religioasă) (Tip: Biserică)                                            | sat Bârsău, comuna Hărău                        |                                                | sec. XV; turn refăcut în sec. XIX; pictură murală sec. XVI |            |                                                 | Încărcați imagine | Raportați eroare |
| 88555.02.01 (Cod LMI: HD-II-a-A-03270)   | Castelul contelui Jozsika de la Brănișca / ansamblu Castelul contelui Jozsika (Categorie: construcție) (Tip: Castel)                                                       | sat Brănișca, comuna Brănișca                   |                                                | sec. XVIII                                                 |            | 45°54′54″N 22°46′18″E / 45.915101°N 22.771562°E | Încărcați imagine | Raportați eroare |
| 88555.02.02 (Cod LMI: HD-II-a-A-03270)   | Castelul contelui Jozsika de la Brănișca / ansamblu anonim (Categorie: construcție) (Tip: Incintă)                                                                         | sat Brănișca, comuna Brănișca                   |                                                | sec. XVIII                                                 |            | 45°54′54″N 22°46′18″E / 45.915101°N 22.771562°E | Încărcați imagine | Raportați eroare |
| 88001.05.01                              | Biserică medievală de la Baru / ansamblu anonim (Categorie: construcție de cult) (Tip: biserică)                                                                           | sat Baru, comuna Baru                           |                                                | sec. XIII -XIV                                             |            |                                                 | Încărcați imagine | Raportați eroare |
| 87308.02.01 (Cod LMI: HD-I-s-B-03162)    | Situl roman "Treptele romane" de la Brad / ansamblu anonim (Categorie: construcție) (Tip: Construcție)                                                                     | municipiul Brad                                 |                                                | sec. II - III                                              |            |                                                 | Încărcați imagine | Raportați eroare |
| 87308.01.01                              | Necropola romană de la Brad - La Petronești / ansamblu anonim (Categorie: descoperire funerară) (Tip: Necropolă)                                                           | municipiul Brad                                 | La Petronești                                  | sec. II - III                                              |            |                                                 | Încărcați imagine | Raportați eroare |
| 87754.03.01                              | Așezarea din epoca bronzului de la Baia de Criș- Fântâna Borchii / ansamblu anonim (Categorie: locuire) (Tip: Așezare)                                                     | sat Baia de Criș, comuna Baia de Criș           | Fântâna Borchii                                | Coțofeni                                                   |            | 46°10′42″N 22°43′00″E / 46.17838°N 22.71663°E   | Încărcați imagine | Raportați eroare |
| 87754.04.01                              | Tezaurul monetar de la Baia de Criș- Gura Voinii / ansamblu anonim (Categorie: descoperire monetară) (Tip: tezaur)                                                         | sat Baia de Criș, comuna Baia de Criș           | Gura Voinii                                    |                                                            |            | 46°10′32″N 22°42′33″E / 46.17567°N 22.70906°E   | Încărcați imagine | Raportați eroare |
| 87754.05.01                              | Mina de aur de la Baia de Criș- La Ptincuri / ansamblu anonim (Categorie: exploatare/carieră) (Tip: Mină)                                                                  | sat Baia de Criș, comuna Baia de Criș           | La Ptincuri                                    | dacica                                                     |            | 46°10′34″N 22°43′24″E / 46.17611°N 22.72326°E   | Încărcați imagine | Raportați eroare |
| 87754.05.03                              | Mina de aur de la Baia de Criș- La Ptincuri / ansamblu anonim (Categorie: exploatare/carieră) (Tip: Mină)                                                                  | sat Baia de Criș, comuna Baia de Criș           | La Ptincuri                                    | romană                                                     |            | 46°10′34″N 22°43′24″E / 46.17611°N 22.72326°E   | Încărcați imagine | Raportați eroare |
| 87754.05.04                              | Mina de aur de la Baia de Criș- La Ptincuri / ansamblu anonim (Categorie: exploatare/carieră) (Tip: Așezare)                                                               | sat Baia de Criș, comuna Baia de Criș           | La Ptincuri                                    | romană                                                     |            | 46°10′34″N 22°43′24″E / 46.17611°N 22.72326°E   | Încărcați imagine | Raportați eroare |
| 87754.05.05                              | Mina de aur de la Baia de Criș- La Ptincuri / ansamblu anonim (Categorie: exploatare/carieră) (Tip: Mină)                                                                  | sat Baia de Criș, comuna Baia de Criș           | La Ptincuri                                    |                                                            |            | 46°10′34″N 22°43′24″E / 46.17611°N 22.72326°E   | Încărcați imagine | Raportați eroare |
| 91250.02.01                              | Situl arheologic de la Balomir- Cetățeaua / ansamblu anonim (Categorie: locuire) (Tip: Așezare)                                                                            | sat Balomir, comuna Sântămăria-Orlea            | Cetățeaua                                      |                                                            |            |                                                 | Încărcați imagine | Raportați eroare |
| 91250.02.02                              | Situl arheologic de la Balomir- Cetățeaua / ansamblu anonim (Categorie: locuire) (Tip: Așezare)                                                                            | sat Balomir, comuna Sântămăria-Orlea            | Cetățeaua                                      |                                                            |            |                                                 | Încărcați imagine | Raportați eroare |
| 91250.03.01                              | Situl arheologic de la Balomir- După Sat / ansamblu anonim (Categorie: locuire) (Tip: așezare)                                                                             | sat Balomir, comuna Sântămăria-Orlea            | După Sat                                       | Coțofeni                                                   |            |                                                 | Încărcați imagine | Raportați eroare |
| 91250.03.02                              | Situl arheologic de la Balomir- După Sat / ansamblu anonim (Categorie: locuire) (Tip: așezare)                                                                             | sat Balomir, comuna Sântămăria-Orlea            | După Sat                                       | Wietenberg                                                 |            |                                                 | Încărcați imagine | Raportați eroare |
| 91250.03.03                              | Situl arheologic de la Balomir- După Sat / ansamblu anonim (Categorie: locuire) (Tip: așezare)                                                                             | sat Balomir, comuna Sântămăria-Orlea            | După Sat                                       | Noua                                                       |            |                                                 | Încărcați imagine | Raportați eroare |
| 91250.03.04                              | Situl arheologic de la Balomir- După Sat / ansamblu anonim (Categorie: locuire) (Tip: așezare)                                                                             | sat Balomir, comuna Sântămăria-Orlea            | După Sat                                       |                                                            |            |                                                 | Încărcați imagine | Raportați eroare |
| 91250.03.05                              | Situl arheologic de la Balomir- După Sat / ansamblu anonim (Categorie: locuire) (Tip: așezare)                                                                             | sat Balomir, comuna Sântămăria-Orlea            | După Sat                                       |                                                            |            |                                                 | Încărcați imagine | Raportați eroare |
| 91250.03.06                              | Situl arheologic de la Balomir- După Sat / ansamblu anonim (Categorie: locuire) (Tip: 6)                                                                                   | sat Balomir, comuna Sântămăria-Orlea            | După Sat                                       |                                                            |            |                                                 | Încărcați imagine | Raportați eroare |
| 91250.04                                 | Așezarea neolitică de la Balomir (Categorie: locuire) (Tip: așezare) | sat Balomir, comuna Sântămăria-Orlea            |                                                |                                                            |            |                                                 | Încărcați imagine | Raportați eroare |
| 91250.04.01                              | Așezarea neolitică de la Balomir / ansamblu anonim (Categorie: locuire) (Tip: așezare)                                                                                     | sat Balomir, comuna Sântămăria-Orlea            |                                                |                                                            |            |                                                 | Încărcați imagine | Raportați eroare |
| 87852.05.01                              | Situl arheologic de la Balșa- Piatra Șincuiușului / ansamblu anonim (Categorie: locuire) (Tip: Depozit)                                                                    | sat Balșa, comuna Balșa                         | Piatra Șincuiușului                            |                                                            |            | 46°01′02″N 23°06′51″E / 46.01733°N 23.11418°E   | Încărcați imagine | Raportați eroare |
| 87852.05.02                              | Situl arheologic de la Balșa- Piatra Șincuiușului / ansamblu anonim (Categorie: locuire) (Tip: Așezare)                                                                    | sat Balșa, comuna Balșa                         | Piatra Șincuiușului                            | Coțofeni                                                   |            | 46°01′02″N 23°06′51″E / 46.01733°N 23.11418°E   | Încărcați imagine | Raportați eroare |
| 87852.05.03                              | Situl arheologic de la Balșa- Piatra Șincuiușului / ansamblu anonim (Categorie: locuire) (Tip: așezare)                                                                    | sat Balșa, comuna Balșa                         | Piatra Șincuiușului                            | Wietenberg                                                 |            | 46°01′02″N 23°06′51″E / 46.01733°N 23.11418°E   | Încărcați imagine | Raportați eroare |
| 87852.06.01                              | Așezarea din epoca bronzului de la Balșa- Dealul Judelui / ansamblu anonim (Categorie: locuire) (Tip: așezare)                                                             | sat Balșa, comuna Balșa                         | Dealul Judelui                                 |                                                            |            |                                                 | Încărcați imagine | Raportați eroare |
| 87852.07.01                              | Așezarea din epoca bronzului de la Balșa- Piatra Văcarului / ansamblu anonim (Categorie: locuire) (Tip: așezare)                                                           | sat Balșa, comuna Balșa                         | Piatra Văcarului                               | Wietenberg                                                 |            | 46°02′44″N 23°06′34″E / 46.04544°N 23.10947°E   | Încărcați imagine | Raportați eroare |
| 89829.01.01                              | Așezarea Coțofeni de la Banpotoc / ansamblu anonim (Categorie: locuire) (Tip: Așezare)                                                                                     | sat Banpotoc, comuna Hărău                      |                                                | Coțofeni                                                   |            |                                                 | Încărcați imagine | Raportați eroare |
| 88118.01.01                              | Tezaurul roman de la Barbura / ansamblu anonim (Categorie: descoperire monetară) (Tip: tezaur)                                                                             | sat Barbura, comuna Băița                       |                                                | romană                                                     | 1915       |                                                 | Încărcați imagine | Raportați eroare |
| 88001.07.01                              | Așezarea Coțofeni de la Baru- Biserică / ansamblu anonim (Categorie: locuire) (Tip: Așezare)                                                                               | sat Baru, comuna Baru                           | Biserică                                       | Coțofeni                                                   |            | 45°28′24″N 23°10′28″E / 45.47336°N 23.17456°E   | Încărcați imagine | Raportați eroare |
| 88001.08.01                              | Așezarea Coțofeni de la Baru- Blidaru / ansamblu anonim (Categorie: locuire) (Tip: Așezare)                                                                                | sat Baru, comuna Baru                           | Blidaru                                        | Coțofeni                                                   |            | 45°27′38″N 23°09′48″E / 45.46067°N 23.16323°E   | Încărcați imagine | Raportați eroare |
| 88001.09.01                              | Situl arheologic de la Baru- Biserica Pârvuleștilor / ansamblu anonim (Categorie: locuire) (Tip: Așezare)                                                                  | sat Baru, comuna Baru                           | Biserica Pârvuleștilor                         | Wietenberg                                                 |            |                                                 | Încărcați imagine | Raportați eroare |
| 88001.09.02                              | Situl arheologic de la Baru- Biserica Pârvuleștilor / ansamblu anonim (Categorie: locuire) (Tip: Așezare)                                                                  | sat Baru, comuna Baru                           | Biserica Pârvuleștilor                         |                                                            |            |                                                 | Încărcați imagine | Raportați eroare |
| 88001.09.03                              | Situl arheologic de la Baru- Biserica Pârvuleștilor / ansamblu anonim (Categorie: locuire) (Tip: 3)                                                                        | sat Baru, comuna Baru                           | Biserica Pârvuleștilor                         | Balta Sărată                                               |            |                                                 | Încărcați imagine | Raportați eroare |
| 88001.10.01                              | Exploatarea minieră de la Baru- Dealul Negru / ansamblu anonim (Categorie: exploatare/carieră) (Tip: Exploatare minieră)                                                   | sat Baru, comuna Baru                           | Dealul Negru                                   | dacică                                                     |            |                                                 | Încărcați imagine | Raportați eroare |
| 91811.02.01                              | Exploatarea de opal de la Basaraba- Coasta Cremenii / ansamblu anonim (Categorie: exploatare/carieră) (Tip: exploatare)                                                    | sat Basarabasa, comuna Vața de Jos              | Coasta Cremenii                                |                                                            |            |                                                 | Încărcați imagine | Raportați eroare |
| 91811.02.02                              | Exploatarea de opal de la Basaraba- Coasta Cremenii / ansamblu anonim (Categorie: exploatare/carieră) (Tip: exploatare)                                                    | sat Basarabasa, comuna Vața de Jos              | Coasta Cremenii                                |                                                            |            |                                                 | Încărcați imagine | Raportați eroare |
| 91811.03.01                              | Așezarea paleolitică de la Basarabasa- / ansamblu anonim (Categorie: locuire) (Tip: Așezare)                                                                               | sat Basarabasa, comuna Vața de Jos              | Vârtoape                                       | acheulean                                                  |            |                                                 | Încărcați imagine | Raportați eroare |
| 87451.02.01                              | Villa rustica de la Batiz / ansamblu anonim (Categorie: construcție) (Tip: Villa rustica)                                                                                  | sat Batiz, oraș Călan                           |                                                | romană                                                     |            |                                                 | Încărcați imagine | Raportați eroare |
| 89598.04.01                              | Așezarea Wietenberg de la Băcâia / ansamblu anonim (Categorie: locuire) (Tip: Așezare)                                                                                     | sat Băcâia, oraș Geoagiu                        |                                                | Wietenberg                                                 |            |                                                 | Încărcați imagine | Raportați eroare |
| 88056.01                                 | Toporul de bronz de la Băcia (Categorie: descoperire izolată) (Tip: descoperire izolată)                                                                                   | sat Băcia, comuna Băcia                         |                                                |                                                            | 1966       |                                                 | Încărcați imagine | Raportați eroare |
| 88056.02.01                              | Așezarea romană de la Băcia / ansamblu anonim (Categorie: locuire) (Tip: Așezare rurală)                                                                                   | sat Băcia, comuna Băcia                         | Palota                                         | romană                                                     |            |                                                 | Încărcați imagine | Raportați eroare |
| 88056.03.01                              | Tezaurul monetar roman de la Băcia / ansamblu anonim (Categorie: depozit/tezaur) (Tip: tezaur)                                                                             | sat Băcia, comuna Băcia                         |                                                | romană                                                     |            |                                                 | Încărcați imagine | Raportați eroare |
| 90556.01.01                              | Situl arheologic de la Băiești- Ferma Băiești / ansamblu anonim (Categorie: locuire) (Tip: Așezare)                                                                        | sat Băiești, comuna Pui                         | Ferma Băiești                                  |                                                            |            | 45°32′01″N 23°00′17″E / 45.53373°N 23.00463°E   | Încărcați imagine | Raportați eroare |
| 90556.01.02                              | Situl arheologic de la Băiești- Ferma Băiești / ansamblu anonim (Categorie: locuire) (Tip: Așezare)                                                                        | sat Băiești, comuna Pui                         | Ferma Băiești                                  |                                                            |            | 45°32′01″N 23°00′17″E / 45.53373°N 23.00463°E   | Încărcați imagine | Raportați eroare |
| 90556.02.01                              | Punctul de observație dacic de la Băiești- Cetățuie / ansamblu anonim (Categorie: construcție) (Tip: punct de observație)                                                  | sat Băiești, comuna Pui                         | Cetățuie                                       | dacică                                                     |            | 45°32′46″N 23°02′42″E / 45.546°N 23.04494°E     | Încărcați imagine | Raportați eroare |
| 90556.03.01                              | Fortificația dacică de la Băiești- Gruniul Măgurii / ansamblu anonim (Categorie: fortificație) (Tip: Fortificație)                                                         | sat Băiești, comuna Pui                         | Gruniul Măgurii                                | dacică                                                     |            |                                                 | Încărcați imagine | Raportați eroare |
| 90556.03.02                              | Fortificația dacică de la Băiești- Gruniul Măgurii / ansamblu anonim (Categorie: fortificație) (Tip: Drum)                                                                 | sat Băiești, comuna Pui                         | Gruniul Măgurii                                |                                                            |            |                                                 | Încărcați imagine | Raportați eroare |
| 90556.04.01                              | Biserica medievală de la Băiești / ansamblu anonim (Categorie: construcție de cult) (Tip: biserică)                                                                        | sat Băiești, comuna Pui                         |                                                | sec. XVII                                                  |            |                                                 | Încărcați imagine | Raportați eroare |
| 88109.02.01                              | Situl arheologic de la Băița / ansamblu anonim (Categorie: locuire) (Tip: Așezare)                                                                                         | sat Băița, comuna Băița                         |                                                | Coțofeni                                                   |            |                                                 | Încărcați imagine | Raportați eroare |
| 88109.02.02                              | Situl arheologic de la Băița / ansamblu anonim (Categorie: locuire) (Tip: Așezare)                                                                                         | sat Băița, comuna Băița                         |                                                | Șoimuș                                                     |            |                                                 | Încărcați imagine | Raportați eroare |
| 88109.03.01                              | Exploatarea minieră de la Băița- Măgura / ansamblu anonim (Categorie: exploatare/carieră) (Tip: Exploatare minieră)                                                        | sat Băița, comuna Băița                         | Măgura                                         | romană                                                     |            |                                                 | Încărcați imagine | Raportați eroare |
| 88109.04.01                              | Mina de aur de la Băița / ansamblu anonim (Categorie: exploatare/carieră) (Tip: Exploatare minieră)                                                                        | sat Băița, comuna Băița                         |                                                | romană                                                     |            |                                                 | Încărcați imagine | Raportați eroare |
| 88109.05.01                              | Exploatarea auriferă de la Băița- Câinele de Sus / ansamblu anonim (Categorie: exploatare/carieră) (Tip: Exploatare minieră)                                               | sat Băița, comuna Băița                         | Câinele de Sus                                 | romană                                                     |            |                                                 | Încărcați imagine | Raportați eroare |
| 88109.06.01                              | Tezaurul monetar de la Băița / ansamblu anonim (Categorie: descoperire monetară) (Tip: tezaur)                                                                             | sat Băița, comuna Băița                         |                                                | romană                                                     |            |                                                 | Încărcați imagine | Raportați eroare |
| 91358.01.01                              | Așezarea din epoca bronzului de la Bălata / ansamblu anonim (Categorie: locuire) (Tip: Așezare)                                                                            | sat Balata, comuna Șoimuș                       |                                                |                                                            |            |                                                 | Încărcați imagine | Raportați eroare |
| 87255.03.01                              | Situl arheologic de la Bănița- Peștera Boii / ansamblu anonim (Categorie: locuire) (Tip: Așezare)                                                                          | sat Banița, comuna Bănița                       | Peștera Boii                                   |                                                            |            |                                                 | Încărcați imagine | Raportați eroare |
| 87255.03.02                              | Situl arheologic de la Bănița- Peștera Boii / ansamblu anonim (Categorie: locuire) (Tip: Așezare)                                                                          | sat Banița, comuna Bănița                       | Peștera Boii                                   |                                                            |            |                                                 | Încărcați imagine | Raportați eroare |
| 87255.04.01                              | Așezarea Coțofeni de la Bănița- Peștera Ulciorului / ansamblu anonim (Categorie: locuire) (Tip: Așezare)                                                                   | sat Banița, comuna Bănița                       | Peștera Ulciorului                             | Coțofeni - III                                             |            |                                                 | Încărcați imagine | Raportați eroare |
| 87255.05.01                              | Exploatarea minieră de la Bănița / ansamblu anonim (Categorie: exploatare/carieră) (Tip: Exploatare minieră)                                                               | sat Banița, comuna Bănița                       |                                                | romană                                                     |            |                                                 | Încărcați imagine | Raportați eroare |
| 87255.06.01                              | Tezaurul monetar de la Bănița- Peștera Bolii / ansamblu anonim (Categorie: descoperire monetară) (Tip: tezaur)                                                             | sat Banița, comuna Bănița                       | Peștera Bolii                                  |                                                            |            |                                                 | Încărcați imagine | Raportați eroare |
| 91269.01.01                              | Biserica medievală de la Bărăștii Hațegului / ansamblu anonim (Categorie: construcție de cult) (Tip: biserică)                                                             | sat Bărăștii Hațegului, comuna Sântămăria-Orlea |                                                | sec. XVII                                                  |            |                                                 | Încărcați imagine | Raportați eroare |
| 88573.01.01                              | Situl arheologic de la Bărăștii Iliei- La Țucla / ansamblu anonim (Categorie: locuire) (Tip: Așezare)                                                                      | sat Bărăștii Iliei, comuna Brănișca             | La Țucla                                       | Coțofeni                                                   |            |                                                 | Încărcați imagine | Raportați eroare |
| 88573.01.02                              | Situl arheologic de la Bărăștii Iliei- La Țucla / ansamblu anonim (Categorie: locuire) (Tip: Așezare)                                                                      | sat Bărăștii Iliei, comuna Brănișca             | La Țucla                                       | Șoimuș                                                     |            |                                                 | Încărcați imagine | Raportați eroare |
| 87683.02.01                              | Situl arheologic de la Bârcea Mare / ansamblu anonim (Categorie: locuire) (Tip: Așezare)                                                                                   | sat Bârcea Mare, oraș Simeria                   |                                                |                                                            |            |                                                 | Încărcați imagine | Raportați eroare |
| 87683.02.02                              | Situl arheologic de la Bârcea Mare / ansamblu anonim (Categorie: locuire) (Tip: Așezare)                                                                                   | sat Bârcea Mare, oraș Simeria                   |                                                | Coțofeni                                                   |            |                                                 | Încărcați imagine | Raportați eroare |
| 87683.02.03                              | Situl arheologic de la Bârcea Mare / ansamblu anonim (Categorie: locuire) (Tip: Așezare)                                                                                   | sat Bârcea Mare, oraș Simeria                   |                                                | romană                                                     |            |                                                 | Încărcați imagine | Raportați eroare |
| 87683.02.04                              | Situl arheologic de la Bârcea Mare / ansamblu anonim (Categorie: locuire) (Tip: Așezare)                                                                                   | sat Bârcea Mare, oraș Simeria                   |                                                |                                                            |            |                                                 | Încărcați imagine | Raportați eroare |
| 87683.03.01                              | Așezarea Coțofeni de la Bârcea Mare / ansamblu anonim (Categorie: locuire) (Tip: Așezare)                                                                                  | sat Bârcea Mare, oraș Simeria                   |                                                | Coțofeni                                                   |            |                                                 | Încărcați imagine | Raportați eroare |
| 87683.04.01                              | Așezarea rurală romană de la Bârcea Mare / ansamblu anonim (Categorie: locuire) (Tip: Așezare)                                                                             | sat Bârcea Mare, oraș Simeria                   |                                                | romană                                                     |            |                                                 | Încărcați imagine | Raportați eroare |
| 87683.05.01                              | Exploatarea preistorică de silex de la Bârcea Mare / ansamblu anonim (Categorie: exploatare/carieră) (Tip: exploatare de silex)                                            | sat Bârcea Mare, oraș Simeria                   |                                                |                                                            |            |                                                 | Încărcați imagine | Raportați eroare |
| 86721.02.01                              | Situl arheologic de la Bârcea Mică / ansamblu anonim (Categorie: locuire) (Tip: așezare)                                                                                   | sat Barcea Mică, municipiul Deva                |                                                |                                                            |            |                                                 | Încărcați imagine | Raportați eroare |
| 86721.02.02                              | Situl arheologic de la Bârcea Mică / ansamblu anonim (Categorie: locuire) (Tip: Așezare)                                                                                   | sat Barcea Mică, municipiul Deva                |                                                |                                                            |            |                                                 | Încărcați imagine | Raportați eroare |
| 91376.01.01                              | Așezarea romană de la Bejan / ansamblu anonim (Categorie: locuire) (Tip: Așezare)                                                                                          | sat Bejan, comuna Șoimuș                        |                                                | romană                                                     |            |                                                 | Încărcați imagine | Raportați eroare |
| 91376.02.01                              | Cariera de piatră de la Bejan / ansamblu anonim (Categorie: exploatare/carieră) (Tip: Carieră de piatră)                                                                   | sat Bejan, comuna Șoimuș                        |                                                | romană                                                     |            |                                                 | Încărcați imagine | Raportați eroare |
| 91376.03.01                              | Tezaurul monetar de la Bejan / ansamblu anonim (Categorie: descoperire monetară) (Tip: tezaur)                                                                             | sat Bejan, comuna Șoimuș                        |                                                | greacă                                                     |            |                                                 | Încărcați imagine | Raportați eroare |
| 88671.02.01                              | Așezarea Wietenberg de la Bercu- Vârcolin / ansamblu anonim (Categorie: locuire) (Tip: Așezare)                                                                            | sat Bercu, comuna Bretea Română                 | Vârcolin                                       | Wietenberg                                                 |            |                                                 | Încărcați imagine | Raportați eroare |
| 88270.02.01                              | Așezarea din epoca dacică clasică de la Beriu- Peștera Găurile alăturate din Dealul lui Cocoș / ansamblu anonim (Categorie: locuire) (Tip: Așezare în peșteră)             | sat Beriu, comuna Beriu                         | Peștera Găurile alăturate din Dealul lui Cocoș | dacică                                                     |            |                                                 | Încărcați imagine | Raportați eroare |
| 88270.03.01                              | Posibila așezare dacică de la Beriu- La Vârtoape / ansamblu anonim (Categorie: locuire) (Tip: Așezare)                                                                     | sat Beriu, comuna Beriu                         | La Vârtoape                                    | dacică                                                     |            |                                                 | Încărcați imagine | Raportați eroare |
| 88270.04.01                              | Villa rustica de la Beriu / ansamblu anonim (Categorie: construcție) (Tip: Villa rustica)                                                                                  | sat Beriu, comuna Beriu                         |                                                | romană                                                     |            |                                                 | Încărcați imagine | Raportați eroare |
| 88270.04.02                              | Villa rustica de la Beriu / ansamblu anonim (Categorie: construcție) (Tip: mormant)                                                                                        | sat Beriu, comuna Beriu                         |                                                |                                                            |            |                                                 | Încărcați imagine | Raportați eroare |
| 88476.01.01                              | Tezaurul monetar de la Bobaia / ansamblu anonim (Categorie: descoperire monetară) (Tip: tezaur)                                                                            | sat Bobaia, comuna Boșorod                      |                                                | sec. I-II                                                  | 1962       |                                                 | Încărcați imagine | Raportați eroare |
| 90681.03.01                              | Așezarea Coțofeni de la Bobâlna- Platoul Cepturari / ansamblu anonim (Categorie: locuire) (Tip: Așezare)                                                                   | sat Bobâlna, comuna Rapoltu Mare                | Platoul Cepturari                              | Coțofeni                                                   |            |                                                 | Încărcați imagine | Raportați eroare |
| 90681.04.01                              | Așezarea Coțofeni de la Bobâlna- Avenul Cepturi / ansamblu anonim (Categorie: locuire) (Tip: așezare)                                                                      | sat Bobâlna, comuna Rapoltu Mare                | Avenul Cepturi                                 | Coțofeni                                                   |            | 45°57′35″N 23°05′04″E / 45.95985°N 23.08437°E   | Încărcați imagine | Raportați eroare |
| 90681.05.01                              | Villa rustica de la Bobâlna- Fântâna lui Părău / ansamblu anonim (Categorie: construcție) (Tip: Villa rustica)                                                             | sat Bobâlna, comuna Rapoltu Mare                | Fântâna lui Părău                              | romană                                                     |            | 45°52′21″N 23°06′29″E / 45.87241°N 23.10801°E   | Încărcați imagine | Raportați eroare |
| 91367.03.01                              | Așezarea Coțofeni de la Boholt- Dealul Măgulicea / ansamblu anonim (Categorie: locuire) (Tip: Așezare)                                                                     | sat Boholt, comuna Șoimuș                       | Dealul Măgulicea                               | Coțofeni                                                   |            |                                                 | Încărcați imagine | Raportați eroare |
| 91367.04.01                              | Villa rustica de la Boholt / ansamblu anonim (Categorie: construcție) (Tip: Villa rustica)                                                                                 | sat Boholt, comuna Șoimuș                       |                                                | romană                                                     |            |                                                 | Încărcați imagine | Raportați eroare |
| 91367.05.01                              | Așezarea medievală de la Boholt / ansamblu anonim (Categorie: locuire) (Tip: Așezare)                                                                                      | sat Boholt, comuna Șoimuș                       |                                                |                                                            |            |                                                 | Încărcați imagine | Raportați eroare |
| 91367.05.02                              | Așezarea medievală de la Boholt / ansamblu anonim (Categorie: locuire) (Tip: tezaur)                                                                                       | sat Boholt, comuna Șoimuș                       |                                                | sec. XVII                                                  |            |                                                 | Încărcați imagine | Raportați eroare |
| 90743.01.01                              | Așezarea Coțofeni de la Boița / ansamblu anonim (Categorie: locuire) (Tip: Așezare)                                                                                        | sat Boița, comuna Răchitova                     |                                                | Coțofeni                                                   |            |                                                 | Încărcați imagine | Raportați eroare |
| 90743.02.01                              | Așezarea Wietenberg de la Boița / ansamblu anonim (Categorie: locuire) (Tip: Așezare)                                                                                      | sat Boița, comuna Răchitova                     |                                                | Wietenberg                                                 |            |                                                 | Încărcați imagine | Raportați eroare |
| 90690.02.01                              | Așezarea din epoca romană de la Boiu / ansamblu anonim (Categorie: locuire) (Tip: Așezare)                                                                                 | sat Boiu, comuna Rapoltu Mare                   |                                                | romană                                                     |            |                                                 | Încărcați imagine | Raportați eroare |
| 90690.03.01                              | Tezaurul monetar de la Boiu / ansamblu anonim (Categorie: depozit/tezaur) (Tip: tezaur)                                                                                    | sat Boiu, comuna Rapoltu Mare                   |                                                | sec. XVI-XVII                                              | 1968       |                                                 | Încărcați imagine | Raportați eroare |
| 89712.02.01                              | Așezarea Coțofeni de la Boiu de Sus- Peștera mare / ansamblu anonim (Categorie: locuire) (Tip: Așezare)                                                                    | sat Boiu de Sus, comuna Gurasada                | Peștera Mare                                   | Coțofeni                                                   |            |                                                 | Încărcați imagine | Raportați eroare |
| 89712.03.01                              | Așezarea eneolitică de la Boiu de Sus- Colina Dealului / ansamblu anonim (Categorie: locuire) (Tip: Așezare)                                                               | sat Boiu de Sus, comuna Gurasada                | Colina Dealului                                |                                                            |            |                                                 | Încărcați imagine | Raportați eroare |
| 89712.04                                 | Toporul neolitic de la Boiu de Sus- Dobrilă (Categorie: descoperire izolată) (Tip: descoperire izolată)                                                                    | sat Boiu de Sus, comuna Gurasada                | Dobrilă                                        |                                                            |            |                                                 | Încărcați imagine | Raportați eroare |
| 89712.05.01                              | Așezarea din epoca bronzului de la Boiu de Sus / ansamblu anonim (Categorie: locuire) (Tip: Așezare)                                                                       | sat Boiu de Sus, comuna Gurasada                |                                                | Șoimuș                                                     |            |                                                 | Încărcați imagine | Raportați eroare |
| 86847.01.01                              | Situl arheologic de la Boș- Pe Vale / ansamblu anonim (Categorie: locuire) (Tip: Așezare)                                                                                  | sat Bos, municipiul Hunedoara                   | Pe Vale                                        | Coțofeni                                                   |            |                                                 | Încărcați imagine | Raportați eroare |
| 86847.01.02                              | Situl arheologic de la Boș- Pe Vale / ansamblu anonim (Categorie: locuire) (Tip: Așezare)                                                                                  | sat Bos, municipiul Hunedoara                   | Pe Vale                                        |                                                            |            |                                                 | Încărcați imagine | Raportați eroare |
| 86847.02.01                              | Depozitul de bronzuri de la Boș / ansamblu anonim (Categorie: depozit/tezaur) (Tip: Depozit)                                                                               | sat Bos, municipiul Hunedoara                   |                                                | - C                                                        |            |                                                 | Încărcați imagine | Raportați eroare |
| 88458.01.01                              | Așezarea romană de la Boșorod- Jidoveni / ansamblu anonim (Categorie: locuire) (Tip: Așezare)                                                                              | sat Boșorod, comuna Boșorod                     | Jidoveni                                       | romană                                                     |            |                                                 | Încărcați imagine | Raportați eroare |
| 89605.02.01                              | Fortificația romană de la Bozeș / ansamblu anonim (Categorie: fortificație) (Tip: Fortificație)                                                                            | sat Bozeș, oraș Geoagiu                         |                                                | romană                                                     |            |                                                 | Încărcați imagine | Raportați eroare |
| 89605.03.01                              | Tezaurul monetar de la Bozeș / ansamblu anonim (Categorie: depozit/tezaur) (Tip: tezaur)                                                                                   | sat Bozeș, oraș Geoagiu                         |                                                | Rădulești-Hunedoara                                        | 1964       |                                                 | Încărcați imagine | Raportați eroare |
| 87308.03.01                              | Așezarea Șoimuș de la Brad- Strada Oituz / ansamblu anonim (Categorie: locuire) (Tip: Așezare)                                                                             | municipiul Brad                                 | Strada Oituz                                   | Șoimuș                                                     |            |                                                 | Încărcați imagine | Raportați eroare |
| 87308.04.01                              | Așezarea Șoimuș de la Brad- Dealul Ștefanului / ansamblu anonim (Categorie: locuire) (Tip: Așezare)                                                                        | municipiul Brad                                 | Dealul Ștefanului                              | Șoimuș                                                     |            |                                                 | Încărcați imagine | Raportați eroare |
| 87308.05.01                              | Depozitul de bronzuri de la Brad / ansamblu anonim (Categorie: depozit/tezaur) (Tip: Depozit)                                                                              | municipiul Brad                                 |                                                | - B1                                                       | 1890       |                                                 | Încărcați imagine | Raportați eroare |
| 91072.03.01                              | Villa rustica de la Breazova- Dealul Drăgaia / ansamblu anonim (Categorie: construcție) (Tip: Villa rustica)                                                               | sat Breazova, comuna Sarmizegetusa              | Dealul Drăgaia                                 | romană                                                     |            |                                                 | Încărcați imagine | Raportați eroare |
| 91072.03.02                              | Villa rustica de la Breazova- Dealul Drăgaia / ansamblu anonim (Categorie: construcție) (Tip: mormant)                                                                     | sat Breazova, comuna Sarmizegetusa              | Dealul Drăgaia                                 |                                                            |            |                                                 | Încărcați imagine | Raportați eroare |
| 91072.04.01                              | Cărămidăria romană de la Breazova / ansamblu anonim (Categorie: construcție) (Tip: carămidărie)                                                                            | sat Breazova, comuna Sarmizegetusa              |                                                | romană                                                     |            |                                                 | Încărcați imagine | Raportați eroare |
| 88680.01.01                              | Situl arheologic de la Bretea Streiului- Grumedea / ansamblu anonim (Categorie: locuire) (Tip: Așezare)                                                                    | sat Bretea Siretului, comuna Bretea Română      | Grumedea                                       |                                                            |            |                                                 | Încărcați imagine | Raportați eroare |
| 88680.01.02                              | Situl arheologic de la Bretea Streiului- Grumedea / ansamblu anonim (Categorie: locuire) (Tip: Așezare)                                                                    | sat Bretea Siretului, comuna Bretea Română      | Grumedea                                       | Wietenberg                                                 |            |                                                 | Încărcați imagine | Raportați eroare |
| 88680.02.01                              | Posibila așezare romană de la Bretea Streiului / ansamblu anonim (Categorie: locuire) (Tip: Așezare)                                                                       | sat Bretea Siretului, comuna Bretea Română      |                                                | romană                                                     |            |                                                 | Încărcați imagine | Raportați eroare |
| 91839.01.01                              | Posibila așezare Coțofeni de la Brotuna / ansamblu anonim (Categorie: locuire) (Tip: Așezare)                                                                              | sat Brotuna, comuna Vața de Jos                 |                                                | Coțofeni                                                   |            |                                                 | Încărcați imagine | Raportați eroare |
| 91839.02.01                              | Așezarea Șoimuș de la Brotuna- Coasta Cremenea / ansamblu anonim (Categorie: locuire) (Tip: Așezare)                                                                       | sat Brotuna, comuna Vața de Jos                 | Coasta Cremenea                                | Șoimuș                                                     |            | 46°12′18″N 22°35′59″E / 46.20505°N 22.59965°E   | Încărcați imagine | Raportați eroare |
| 88804.01.01                              | Situl arheologic de la Buceș-Vulcan- La Izvor sub Coliba Barnei / ansamblu anonim (Categorie: locuire) (Tip: așezare)                                                      | sat Buceș-Vulcan, comuna Buceș                  | La izvor sub Coliba Barnei                     | Coțofeni                                                   |            | 46°14′29″N 22°57′58″E / 46.2414°N 22.966°E      | Încărcați imagine | Raportați eroare |
| 88804.01.02                              | Situl arheologic de la Buceș-Vulcan- La Izvor sub Coliba Barnei / ansamblu anonim (Categorie: locuire) (Tip: așezare)                                                      | sat Buceș-Vulcan, comuna Buceș                  | La izvor sub Coliba Barnei                     |                                                            |            | 46°14′29″N 22°57′58″E / 46.2414°N 22.966°E      | Încărcați imagine | Raportați eroare |
| 90360.04.01                              | Așezarea din epoca bronzului de la Bucium / ansamblu anonim (Categorie: locuire) (Tip: Așezare)                                                                            | sat Bucium, comuna Orăștioara de Sus            | Cărpiniș                                       | Șoimuș                                                     |            |                                                 | Încărcați imagine | Raportați eroare |
| 90360.05.01                              | Necropola romană de la Bucium- Boteș, Corabia / ansamblu anonim (Categorie: descoperire funerară) (Tip: necropola)                                                         | sat Bucium, comuna Orăștioara de Sus            | Boteș, Corabia                                 | romană                                                     |            | 45°44′40″N 23°11′10″E / 45.74435°N 23.18622°E   | Încărcați imagine | Raportați eroare |
| 91278.01.01                              | Villa rustica de la Bucium-Orlea - Linu / ansamblu anonim (Categorie: construcție) (Tip: Villa rustica)                                                                    | sat Bucium-Orlea, comuna Sântămăria-Orlea       | Linu                                           | romană                                                     |            |                                                 | Încărcați imagine | Raportați eroare |
| 91278.02.01                              | Drumul roman de la Bucium-Orlea - Pod / ansamblu anonim (Categorie: construcție) (Tip: Drum)                                                                               | sat Bucium-Orlea, comuna Sântămăria-Orlea       | Pod                                            | romană                                                     |            | 45°35′20″N 22°59′25″E / 45.58899°N 22.99039°E   | Încărcați imagine | Raportați eroare |
| 91278.03.01                              | Atelierul de epocă romană de la Bucium-Orlea - Hotar / ansamblu anonim (Categorie: construcție) (Tip: atelier de prelucrare a fierului)                                    | sat Bucium-Orlea, comuna Sântămăria-Orlea       | Hotar                                          | romană                                                     |            |                                                 | Încărcați imagine | Raportați eroare |
| 88877.01.01                              | Exploatarea auriferă de la Bucureșci / ansamblu anonim (Categorie: exploatare/carieră) (Tip: Exploatare minieră)                                                           | sat Bucuresci, comuna Bucureșci                 |                                                | romană                                                     |            |                                                 | Încărcați imagine | Raportați eroare |
| 88939.01.01                              | Așezarea Coțofeni de la Bușzeștii de Sus- Peștera Cizmei / ansamblu anonim (Categorie: locuire) (Tip: Așezare)                                                             | sat Bulzeștii de Sus, comuna Bulzeștii de Sus   | Peștera Cizmei                                 | Coțofeni                                                   |            |                                                 | Încărcați imagine | Raportați eroare |
| 87852.08.01                              | Așezarea din epoca bronzului de la Balșa- Dealul Cerătului / ansamblu anonim (Categorie: locuire) (Tip: așezare)                                                           | sat Balșa, comuna Balșa                         | Dealul Cerătului                               | Wietenberg                                                 |            | 46°02′33″N 23°05′25″E / 46.04246°N 23.09024°E   | Încărcați imagine | Raportați eroare |
| 87852.09.01                              | Așezarea din epoca bronzului de la Balșa- Piatra Bălții / ansamblu anonim (Categorie: locuire) (Tip: Așezare)                                                              | sat Balșa, comuna Balșa                         | Piatra Brății                                  | Wietenberg                                                 |            | 46°01′46″N 23°04′35″E / 46.02945°N 23.07632°E   | Încărcați imagine | Raportați eroare |
| 87852.10.01                              | Așezarea din epoca bronzului de la Balșa- Izvorul Beria / ansamblu anonim (Categorie: locuire) (Tip: Așezare)                                                              | sat Balșa, comuna Balșa                         | Izvorul Beria                                  | Wietenberg                                                 |            |                                                 | Încărcați imagine | Raportați eroare |
| 87852.11.01                              | Așezarea din epoca bronzului de la Balșa- Chicioara / ansamblu anonim (Categorie: locuire) (Tip: Așezare)                                                                  | sat Balșa, comuna Balșa                         | Chicioara                                      | Wietenberg                                                 |            |                                                 | Încărcați imagine | Raportați eroare |
| 87852.11.02                              | Așezarea din epoca bronzului de la Balșa- Chicioara / ansamblu anonim (Categorie: locuire) (Tip: Așezare)                                                                  | sat Balșa, comuna Balșa                         | Chicioara                                      |                                                            |            |                                                 | Încărcați imagine | Raportați eroare |
| 87852.12.01                              | Așezarea din epoca bronzului de la Balșa- Vârful Muncelului / ansamblu anonim (Categorie: locuire) (Tip: Așezare)                                                          | sat Balșa, comuna Balșa                         | Vârful Muncelului                              | Wietenberg                                                 |            | 46°02′35″N 23°06′49″E / 46.04304°N 23.11364°E   | Încărcați imagine | Raportați eroare |
| 87308.06.01                              | Așezarea din epoca romană de la Brad- Petrinești / ansamblu anonim (Categorie: locuire) (Tip: Așezare)                                                                     | municipiul Brad                                 | Petrinești                                     |                                                            |            |                                                 | Încărcați imagine | Raportați eroare |
| 89883.03.01                              | Așezarea dacică de la Bretea- Mureșană-Măgura Brănișca / ansamblu anonim (Categorie: locuire) (Tip: așezare)                                                               | sat Bretea Mureșană, comuna Ilia                | Magura Brănișca                                | dacică                                                     |            | 45°57′08″N 22°43′15″E / 45.95212°N 22.72091°E   | Încărcați imagine | Raportați eroare |
| 89883.04.01                              | Așezarea de epocă romană de la Bretea- Mureșană / ansamblu anonim (Categorie: locuire) (Tip: Așezare)                                                                      | sat Bretea Mureșană, comuna Ilia                |                                                |                                                            |            |                                                 | Încărcați imagine | Raportați eroare |
| 88939.02                                 | Așezarea Coțofeni de la Bușzeștii de Sus- Peștera Urșilor / ansamblu anonim (Categorie: locuire) (Tip: Așezare în peșteră)                                                 | sat Bulzeștii de Sus, comuna Bulzeștii de Sus   | Peștera Urșilor                                |                                                            |            |                                                 | Încărcați imagine | Raportați eroare |
| 87255.07.01                              | Situl arheologic de la Bănița - Piatra Cetății / ansamblu anonim(Cetatea de pe Dealul Bolii) (Categorie: cetate) (Tip: Cetate)                                             | sat Banița, comuna Bănița                       | Piatra Cetății                                 | dacică sec. II î.Hr - I d. Hr                              |            |                                                 | Încărcați imagine | Raportați eroare |
| 87255.07.02                              | Situl arheologic de la Bănița - Piatra Cetății / ansamblu anonim(Cetatea de pe Dealul Bolii) (Categorie: cetate) (Tip: Așezare)                                            | sat Banița, comuna Bănița                       | Piatra Cetății                                 |                                                            |            |                                                 | Încărcați imagine | Raportați eroare |
| 87255.07.03                              | Situl arheologic de la Bănița - Piatra Cetății / ansamblu anonim(Cetatea de pe Dealul Bolii) (Categorie: cetate) (Tip: Cetate)                                             | sat Banița, comuna Bănița                       | Piatra Cetății                                 |                                                            |            |                                                 | Încărcați imagine | Raportați eroare |
| 88458.02.01                              | Fortificația de epocă dacică de la Boșorod - Valea Stupăriei / ansamblu anonim (Categorie: fortificație) (Tip: Fortificație)                                               | sat Boșorod, comuna Boșorod                     | Valea Stupăriei                                | dacică                                                     |            | 45°39′26″N 23°07′10″E / 45.65715°N 23.11941°E   | Încărcați imagine | Raportați eroare |
| 87852.01.01 (Cod LMI: HD-I-s-B-03153)    | Așezarea Coțofeni de la Balșa / ansamblu anonim (Categorie: locuire civilă) (Tip: Așezare)                                                                                 | sat Balșa, comuna Balșa                         |                                                | Coțofeni                                                   |            | 46°N 23°E / 46°N 23°E                           | Încărcați imagine | Raportați eroare |
| 88001.02.01 (Cod LMI: HD-I-m-B-03154.01) | Situl arheologic de la Baru - "La Comărnicel" / ansamblu Castrul 1 (Categorie: locuire militară) (Tip: Castru de pământ)                                                   | sat Baru, comuna Baru                           | La Comărnicel                                  |                                                            |            | 45°32′00″N 23°31′00″E / 45.53332°N 23.51665°E   | Încărcați imagine | Raportați eroare |
| 88001.01.01 (Cod LMI: HD-I-m-B-03154.02) | Situl arheologic de la Baru - "La Comărnicel" / ansamblu Castrul roman de pământ 2 (Categorie: locuire militară) (Tip: Castru de pământ)                                   | sat Baru, comuna Baru                           | La Comărnicel                                  | romană                                                     |            |                                                 | Încărcați imagine | Raportați eroare |
| 88001.03.01 (Cod LMI: HD-I-s-B-03155)    | Fortificația romană de la Baru - "La fântână" / ansamblu Fortificație romană (Categorie: fortificație) (Tip: Fortificație de pământ)                                       | sat Baru, comuna Baru                           | La fântână                                     |                                                            |            | 45°32′56″N 23°14′15″E / 45.54894°N 23.23749°E   | Încărcați imagine | Raportați eroare |
| 87255.01.01 (Cod LMI: HD-I-m-A-03156.02) | Situl arheologic de la Bănița - "Dealul Bolii" / ansamblu Cetatea Bănița (Categorie: fortificație) (Tip: Fortificație)                                                     | sat Banița, comuna Bănița                       | Dealul Bolii                                   | geto-dacică sec. II a. Chr. - sec. I p. Chr.               |            | 45°N 23°E / 45°N 23°E                           | Încărcați imagine | Raportați eroare |
| 87255.01.02 (Cod LMI: HD-I-m-A-03156.01) | Situl arheologic de la Bănița - "Dealul Bolii" / ansamblu anonim (Categorie: fortificație) (Tip: Fortificație)                                                             | sat Banița, comuna Bănița                       | Dealul Bolii                                   |                                                            |            | 45°N 23°E / 45°N 23°E                           | Încărcați imagine | Raportați eroare |
| 87255.01.03 (Cod LMI: HD-I-s-A-03156)    | Situl arheologic de la Bănița - "Dealul Bolii" / ansamblu anonim (Categorie: fortificație) (Tip: Așezare)                                                                  | sat Banița, comuna Bănița                       | Dealul Bolii                                   |                                                            |            | 45°N 23°E / 45°N 23°E                           | Încărcați imagine | Raportați eroare |
| 87255.02.01 (Cod LMI: HD-I-s-A-03157)    | Castrul roman de la Bănița - "Vârful cu ocol" / ansamblu Castru de marș (Categorie: locuire militară) (Tip: Castru)                                                        | sat Banița, comuna Bănița                       | Vârful cu ocol                                 |                                                            |            | 46°N 23°E / 46°N 23°E                           | Încărcați imagine | Raportați eroare |
| 88662.01.01 (Cod LMI: HD-I-s-B-03158)    | Villa rustica de la Batalar - "La Pomi" / ansamblu anonim (Categorie: locuire civilă) (Tip: Villa rustica)                                                                 | sat Batalar, comuna Bretea Română               | La Pomi                                        |                                                            |            | 45°N 23°E / 45°N 23°E                           | Încărcați imagine | Raportați eroare |
| 88270.01.01 (Cod LMI: HD-I-s-B-03159)    | Tumulii de la Beriu - "Gorgane" / ansamblu Grup de 3 tumuli (Categorie: descoperire funerară) (Tip: Grup de tumuli)                                                        | sat Beriu, comuna Beriu                         | Gorgane                                        |                                                            |            | 45°N 23°E / 45°N 23°E                           | Încărcați imagine | Raportați eroare |
| 91367.01.01 (Cod LMI: HD-I-s-B-03160)    | Așezarea din epoca bronzului de la Boholt - "La Ciuta" / ansamblu anonim (Categorie: locuire civilă) (Tip: Așezare)                                                        | sat Boholt, comuna Șoimuș                       | La Ciuta                                       | Coțofeni                                                   |            | 46°N 22°E / 46°N 22°E                           | Încărcați imagine | Raportați eroare |
| 91367.01.02 (Cod LMI: HD-I-s-B-03160)    | Așezarea din epoca bronzului de la Boholt - "La Ciuta" / ansamblu anonim (Categorie: locuire civilă) (Tip: Așezare)                                                        | sat Boholt, comuna Șoimuș                       | La Ciuta                                       | Șoimuș                                                     |            | 46°N 22°E / 46°N 22°E                           | Încărcați imagine | Raportați eroare |
| 90690.01.01 (Cod LMI: HD-I-s-B-03161)    | Așezarea din epoca bronzului de la Boiu - "La Măgulicea" / ansamblu anonim (Categorie: locuire civilă) (Tip: Așezare)                                                      | sat Boiu, comuna Rapoltu Mare                   | La Măgulicea                                   | Coțofeni                                                   |            | 45°54′13″N 23°08′56″E / 45.90356°N 23.14887°E   | Încărcați imagine | Raportați eroare |
| 90690.01.02 (Cod LMI: HD-I-s-B-03161)    | Așezarea din epoca bronzului de la Boiu - "La Măgulicea" / ansamblu anonim (Categorie: locuire civilă) (Tip: Așezare)                                                      | sat Boiu, comuna Rapoltu Mare                   | La Măgulicea                                   | Wietenberg                                                 |            | 45°54′13″N 23°08′56″E / 45.90356°N 23.14887°E   | Încărcați imagine | Raportați eroare |
| 90690.01.03 (Cod LMI: HD-I-s-B-03161)    | Așezarea din epoca bronzului de la Boiu - "La Măgulicea" / ansamblu anonim (Categorie: locuire civilă)                                                                     | sat Boiu, comuna Rapoltu Mare                   | La Măgulicea                                   | Șoimuș                                                     |            | 45°54′13″N 23°08′56″E / 45.90356°N 23.14887°E   | Încărcați imagine | Raportați eroare |
| 91072.01.01 (Cod LMI: HD-I-m-A-03163.01) | Fortificația de la Breazova - "Tapae" / ansamblu anonim (Categorie: locuire militară) (Tip: Fortificație)                                                                  | sat Breazova, comuna Sarmizegetusa              | Tapae                                          | geto-dacică                                                |            | 45°N 22°E / 45°N 22°E                           | Încărcați imagine | Raportați eroare |
| 91072.01.02 (Cod LMI: HD-I-m-A-03163.02) | Fortificația de la Breazova - "Tapae" / ansamblu anonim (Categorie: locuire militară) (Tip: Fortificație)                                                                  | sat Breazova, comuna Sarmizegetusa              | Tapae                                          | sec.XVIII                                                  |            | 45°N 22°E / 45°N 22°E                           | Încărcați imagine | Raportați eroare |
| 91072.02.01 (Cod LMI: HD-I-s-A-03164)    | Așezarea romană de la Breazova - "La Pădure" / ansamblu anonim (Categorie: locuire civilă) (Tip: Așezare)                                                                  | sat Breazova, comuna Sarmizegetusa              | La Pădure                                      |                                                            |            | 45°N 22°E / 45°N 22°E                           | Încărcați imagine | Raportați eroare |
| 89883.01.01 (Cod LMI: HD-I-s-B-03165)    | Așezarea fortificată Latene de la Bretea Mureșană - "La Măgura" / ansamblu anonim (Categorie: locuire civilă) (Tip: Așezare fortificată)                                   | sat Bretea Mureșană, comuna Ilia                | La Măgura                                      | geto-dacică sec. I a. Chr. - I p. Chr.                     |            | 45°N 22°E / 45°N 22°E                           | Încărcați imagine | Raportați eroare |
| 90360.01.01 (Cod LMI: HD-I-s-A-03166)    | Așezarea Latene de la Bucium - "Cărpeniș" / ansamblu anonim (Categorie: locuire civilă) (Tip: Așezare fortificată)                                                         | sat Bucium, comuna Orăștioara de Sus            | Cărpeniș                                       | geto-dacică sec.I a. Ch. - I p.Ch.                         |            | 45°45′19″N 23°11′03″E / 45.75531°N 23.18417°E   | Încărcați imagine | Raportați eroare |
| 90360.02.01 (Cod LMI: HD-I-s-A-03167)    | Așezarea Latene de la Bucium - "Valea Țiganilor" / ansamblu anonim (Categorie: locuire civilă) (Tip: Așezare)                                                              | sat Bucium, comuna Orăștioara de Sus            | Valea Țiganilor                                | geto-dacică sec. I - înc. sec. II p. Chr.                  |            | 45°N 23°E / 45°N 23°E                           | Încărcați imagine | Raportați eroare |
| 90360.02.02 (Cod LMI: HD-I-s-A-03167)    | Așezarea Latene de la Bucium - "Valea Țiganilor" / ansamblu anonim (Categorie: locuire civilă) (Tip: Turn)                                                                 | sat Bucium, comuna Orăștioara de Sus            | Valea Țiganilor                                | dacică                                                     |            | 45°N 23°E / 45°N 23°E                           | Încărcați imagine | Raportați eroare |
| 90360.03.01 (Cod LMI: HD-I-s-A-03168)    | Castrul de la Bucium - "Piatra Grădiștii" / ansamblu anonim (Categorie: locuire militară) (Tip: Castru)                                                                    | sat Bucium, comuna Orăștioara de Sus            | Piatra Grădiștii                               | romană sec. II - III                                       |            | 45°N 23°E / 45°N 23°E                           | Încărcați imagine | Raportați eroare |